# Kranenbreukershuis
Het Kranenbreukershuis is een rijksmonument en industrieel erfgoed in het Noord-Limburgse dorp Tegelen in de gemeente Venlo.

## Geschiedenis
In 1767 werd het Kranenbreukershuis door Paulus Houba en Wendelina Cruysberg gebouwd als herberg annex brouwerij. Het pand ligt aan de Hoekstraat midden in de historische dorpskern. In 1829 werd het complex omgebouwd en uitgebreid met een pottenbakkerij. Uit deze tijd stamt ook de naamsaanduiding van het pand. Pottenbakker Godfried Krambrucher was namelijk de toenmalige eigenaar  en via verbasteringen is de naam 'Kranenbreukershuis' ontstaan. Vanaf 1877 werd het complex door de familie Beurskens gebruikt als tabaksfabriek. Vanaf de jaren zestig van de twintigste eeuw stonden de gebouwen leeg, waardoor het complex geleidelijk in verval is geraakt. In 2002 stortte het achterste deel in als gevolg van ernstige verwaarlozing. Om het Kranenbreukershuis veilig te stellen heeft de gemeente Venlo het pand in 2009 aangekocht. Op dat moment was de achterbouw uit 1829-1830 een overwoekerde ruïne en stond het oorspronkelijke hoofdhuis uit 1767 op instorten. Om verder verval te voorkomen heeft de gemeente in 2010 preventieve maatregelen genomen en het pand in 2011 overgedragen aan erfgoedorganisatie Vereniging Hendrick de Keyser uit Amsterdam.

### Restauratie
Tussen 2011 en 2013 werd op initiatief van Vereniging Hendrick de Keyser een zeer ingrijpende restauratie van het Kranenbreukershuis uitgevoerd. De restauratie kon met steun van het rijk (Rijksdienst voor het Cultureel Erfgoed), de provincie Limburg en de gemeente Venlo worden gerealiseerd. Het oude hoofdgebouw uit 1767 werd constructief gestabiliseerd en de achterbouw uit 1829-1830 werd in oorspronkelijke vorm herbouwd. Aan de zijde van de Hoekstraat werden de verdwenen 18e-eeuwse blokkozijnen met luiken gereconstrueerd. Inwendig werden historische balklagen met stucplafonds (troggewelfjes), deuren en vloeren hersteld. De historische keuken met schouw uit de bouwtijd werd zorgvuldig gerestaureerd en de verdwenen bedstee onder de trap werd teruggebracht. Op de zolderverdieping werden in de oude knechtenkamers sanitaire voorzieningen gerealiseerd. Ook werd de oude hopzolder van de brouwerij in ere hersteld.